# ユージーン・ブース

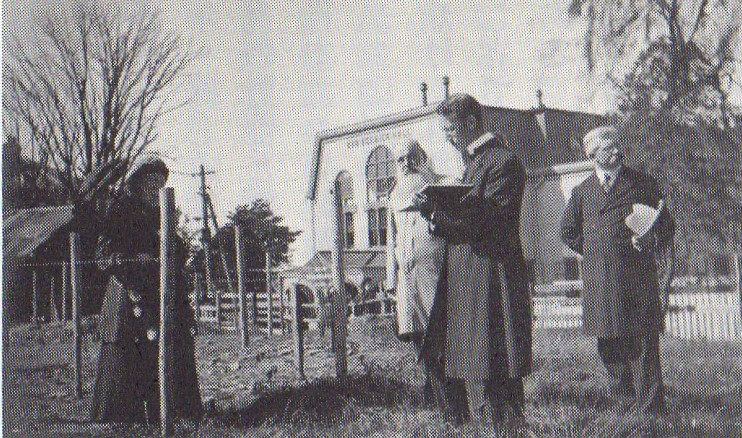
ユニオンチャーチの起工式でのブース(右端)

ユージーン・サミュエル・ブース（Eugene Samuel Booth、1850年8月16日 - 1931年2月16日）は、アメリカ・オランダ改革派教会が派遣した宣教師である。長崎や横浜で伝道活動をした。フェリス・セミナリー（現・学校法人フェリス女学院）の2代目校長。息子は日本の北洋漁業の発展に尽くしたフランク・ブースである。
1850年コネチカット州トラムブルで生まれた。フォート・エドワード・スクールを出てから、ラトガース大学に入学する。1876年にラトガース大学卒業、ニューブラウンズウィック神学校を1879年に卒業する。その時ニューブランズウィック教区から按手礼を受けて、1876年10月に妻エミリーと共に来日する。
最初の2年間は、長崎でヘンリー・スタウトのスタウトの休暇中の代役として教育と牧会に従事する。瀬川浅、留川一路らが九州伝道をしていたので、スタウトの帰任の日は、九州伝道に関わった。
1881年に西部中会を組織し、ヘンリー・スタウトや青山昇三郎らと神学校を設置するための委員会に加わっていたが、体調を崩して横浜に転居した。後に、1887年に長崎に東山学院が創設される。
横浜で休養していたブースにフェリス・セミナリーの経営の話が持ちかけられたので、1881年12月にメアリー・キダーの後をついで、フェリス・セミナリーの2代目校長に就任した。就任後は、学科課程や規則を制定した。ミッション本部の援助によりキャンパスの整備を行った。1882年には大川かしこ（若松賤子）が卒業した。その後、大川は1899年まで教師を務めた。教師をしながら、1898年より1907年まで横浜ユニオン・チャーチの牧師も兼務する。
1899年に正式名称がフェリス英和女学校になる。1916年4月アメリカに帰国中にブース夫人が急死する。日本に戻り、1918年2月11日に神奈川県庁で日本政府より長年の女子教育の功績が認められて紫綬褒章を受章した。1922年ミッションを定年退職し帰国する。1929年には再び日本に訪れる。